# Baixa Mejencerta (Vã)
Baixa Mejencerta (em armênio: Մժնկերտ Ներքին, Mžnkert Nerkin) ou somente Mejencerta é uma aldeia na Armênia Ocidental, no distrito de Gurpenar, na província de Vã, situada na margem esquerda do rio Coxape. No Império Otomano, fez parte do vilaiete de Vã. No início do século XX, antes do genocídio armênio, contava com 30 mil habitantes armênios e curdos.